# Calathea joffilyana
Calathea joffilyana är en strimbladsväxtart som beskrevs av J.M.A.Braga. Calathea joffilyana ingår i släktet Calathea och familjen strimbladsväxter. Inga underarter finns listade.